# Uhrensammlung Karl Gebhardt

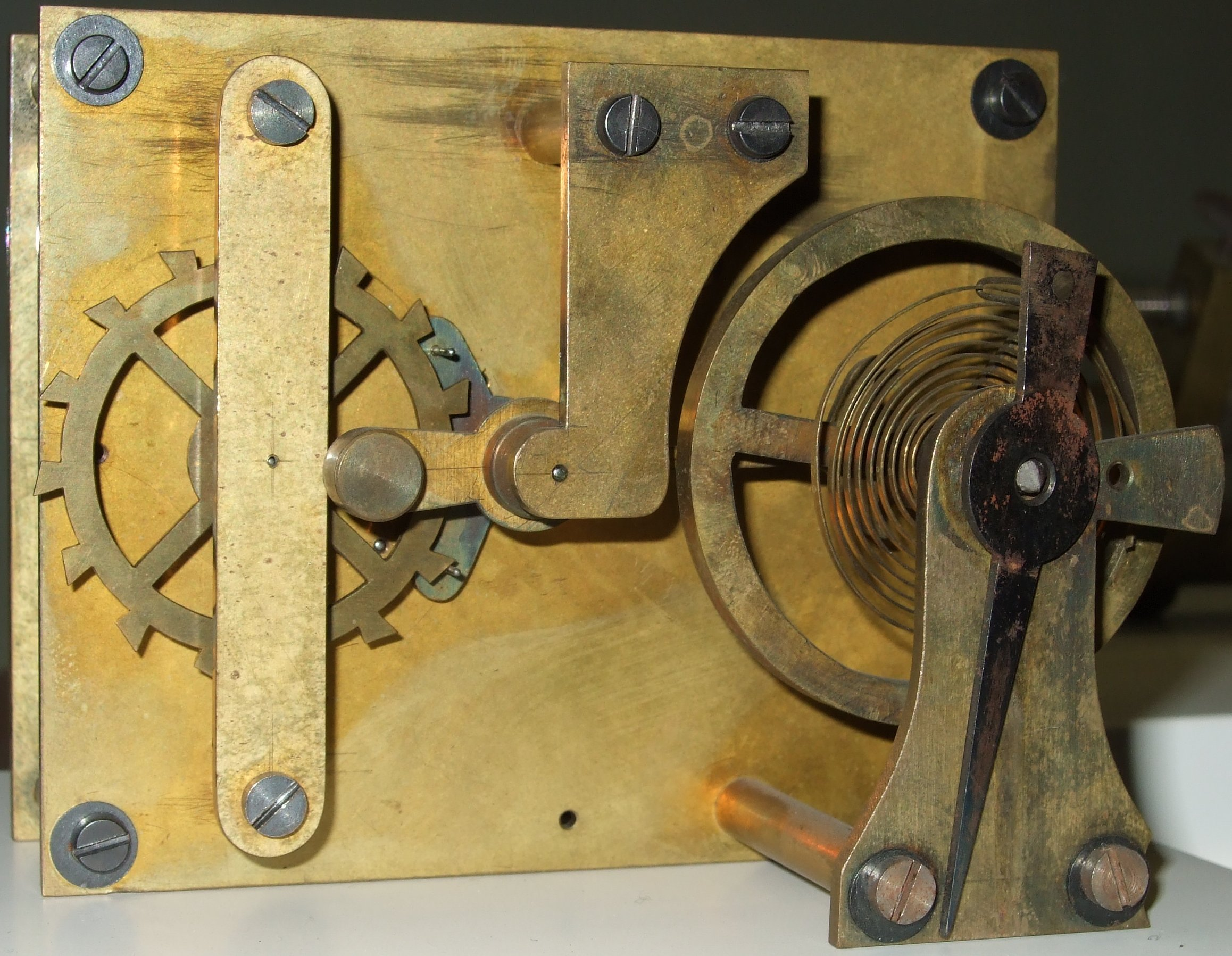
Funktionsmodell einer Stiftankerhemmung, Ausstellungsstück der Uhrensammlung

Die Uhrensammlung Karl Gebhardt (auch Uhrenmuseum Karl Gebhardt oder Technisches Uhrenmuseum Nürnberg) in Nürnberg ist eine Sammlung mechanischer Uhren.

## Museum
Die Sammlung, die vorwiegend aus tragbaren Exemplare besteht, verfolgt im Zusammenhang mit erklärenden Exponaten, Schau-, Texttafeln und Gangmodellen das Ziel, Wissen über Uhren und Uhrentechnik anschaulich zu vermitteln und das Interesse daran zu wecken und aufrechtzuerhalten.
Sie befindet sich im Gebäude des ehemaligen Gewerbemuseums in Nürnberg, das im Stil des Historismus errichtet wurde und dessen Räume zum Teil vom Bildungszentrum Nürnberg genutzt werden. Das Gebäude liegt in der südlichen Altstadt am Gewerbemuseumsplatz 2 in der Nähe des Hauptbahnhofs und in unmittelbarer Nachbarschaft zum Stadtarchiv Nürnberg, zur Zentralbibliothek und zum Kino Cinecittà.
Die Sammlung umfasst etwa 1000 Exponate – vorwiegend Räderuhren und Funktionsmodelle zur Uhrentechnik.
Die Präsenz der Sammlung in Nürnberg ist ein Glücksfall, da die Stadt in reichsstädtischer Zeit eines der einflussreichsten Zentren des Handwerks (bes. Metall) war und unzählige Innovationen hervorgebracht hat. Hingegen ist die Auswahl der Exponate nicht lokal und nicht auf eine Epoche beschränkt, sondern veranschaulicht die generelle Entwicklung vom ausgehenden Mittelalter bis in die Gegenwart.
Die Ausstellung ist in zwei Abteilungen gegliedert.
- Sammlung No I: Allgemein erklärende Darstellung der Uhrentechnik
- Sammlung No II: Technische Entwicklung tragbarer, mechanischer Uhren von Peter Henlein bis zur Funk-Solar-Uhr in chronologischer Abfolge.

Zu beiden Sammlungen liegen Kataloge aus.
Unabhängig von der Uhrensammlung Gebhardt sind im selben Gebäude die Geschäftsstelle der Deutschen Gesellschaft für Chronometrie und deren Fachbibliothek zur Uhrentechnik untergebracht.

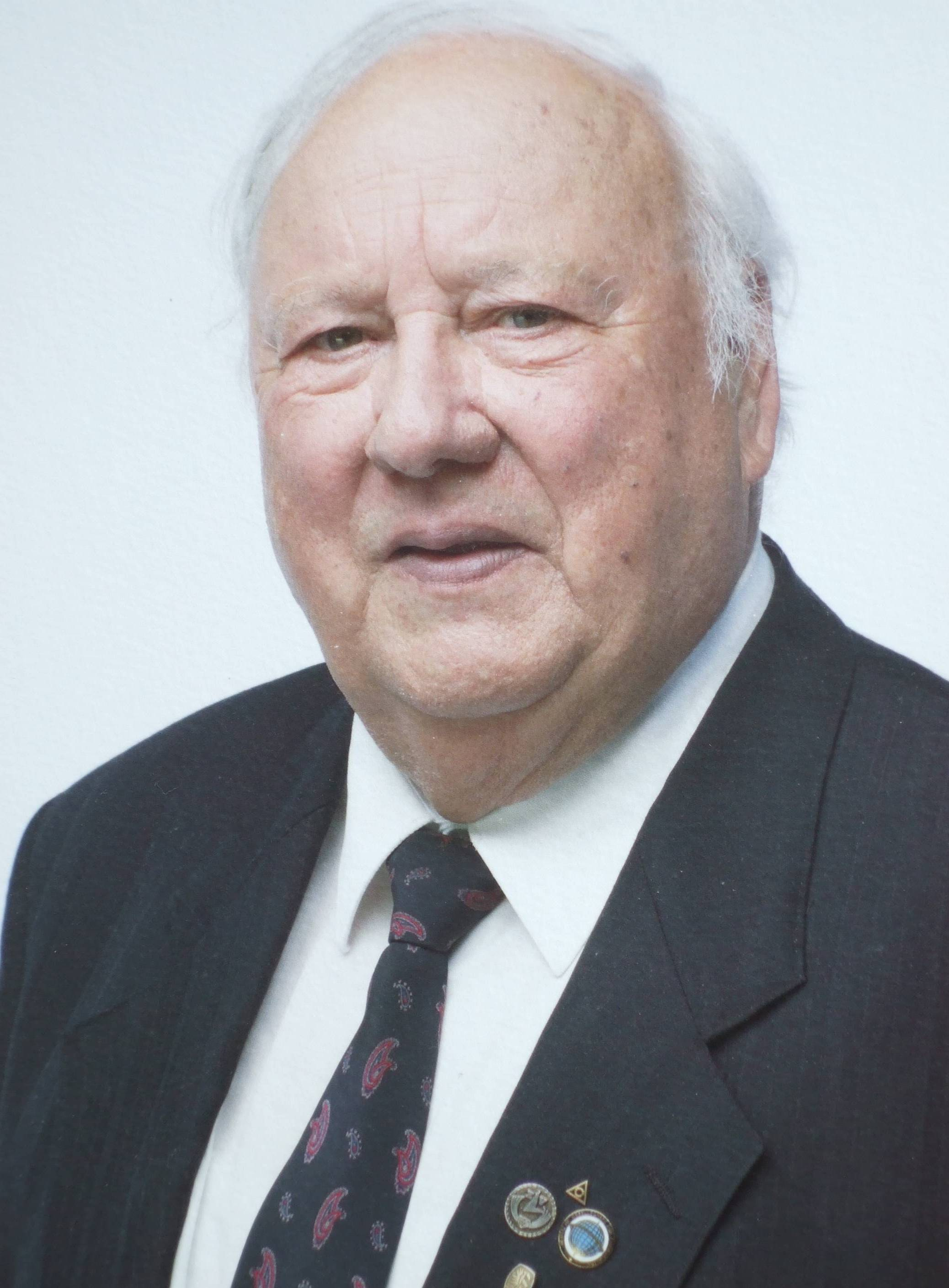
Karl Gebhardt

## Herkunft
Der Juwelier, Diplomkaufmann, Ingenieur und Sammler Karl Gebhardt (1927–2014) ist Urheber des Ausstellungskonzepts. Seine private Sammlung ist seit 2002 der Öffentlichkeit frei zugänglich.